# آرش طالبی‌نژاد
آرش طالبی‌نژاد (زاده ۲۵ مارس ۱۹۸۱) یک بازیکن فوتبال اهل ایران است و از سال ۲۰۰۲ تا ۲۰۰۴ در تیم زیر ۲۱ سال سوئد سابقه بازی را دارد